# Leon Panikvar
Leon Panikvar (Maribor, 1983. január 28. –) szlovén labdarúgó, jelenleg a Pécsi Mecsek FC játékosa.

## Pályafutása
A 2004–2005-ös szezonban, az NK Maribor színeiben mutatkozott be a szlovén élvonalban, majd rövid ideig az NK Bela Krajinát erősítette kölcsönben. Mariborba történő visszatérését követően epizódszereplő lett, majd eladták a Primorje Ajdovscinának, ahol alapemberré vált a 2008/2009-es szezonban. A transfermarkt.de szerint értéke 150 ezer euró. A 2008/2009-es szezont az utolsó, 10. helyen fejezték be a szlovén I.ligában. 2009 július 14-én több hetes próbajáték után szerződött Zalaegerszegre, ahol 2+1 éves szerződést írtak alá.
Első bajnoki mérkőzésén július 25-én lépett pályára a Paksi SE ellen 2–1-re megnyert találkozón. Kezdőként 90 percet játszott.
2011 nyarán lejáró szerződését nem hosszabbították meg, így távozott a ZTE csapatától.
A Kilmarnockban mindössze 2 mérkőzésen lépett pályára és 2012 márciusában visszatért Zalaegerszegre.

## Sikerei, díjai
ZTE
- Magyarkupa-döntős: 2010

## Külső hivatkozások
- Hlsz.hu játékosprofil
- zte.hu profil

1. ↑  pepsifoci.hu: Tudósítás a mérkőzésről Archiválva 2009. július 30-i dátummal a Wayback Machine-ben, 2009. július 25.
2. ↑  ztefc.hu: Megkezdtük a felkészülést a 2011/12-es bajnokságra Archiválva 2011. szeptember 28-i dátummal a Wayback Machine-ben, 2011. június 15.
3. ↑  nemzetisport.hu: Zalaegerszeg: ismét a kék-fehéreket erősíti Panikvar - hivatalos, 2012. március 1.